# Kōsuke Akiyoshi
Kōsuke Akiyoshi (秋吉耕佑?, Akiyoshi Kōsuke; Kurume, 12 gennaio 1975) è un pilota motociclistico giapponese.

## Carriera
Akiyoshi ha debuttato nel motomondiale come wild card nel Gran Premio di casa nel 2006 a bordo di una Suzuki GSV-R del team Suzuki MotoGP, ottenendo tre punti. Ha corso come wild card anche in Spagna e Giappone nel 2007 e in Giappone nel 2008, senza ottenere punti.
Oltre che nelle gare del motomondiale, si è distinto nelle gare di durata vincendo in coppia con Yukio Kagayama l'edizione del 2007 della 8 ore di Suzuka e gareggiando per 5 stagioni nella Superbike nipponica: 11º in classifica nel 2005, 4º nel 2006, 17º nel 2007, 5º nel 2008 e 10º nel 2009 per un totale di 11 podi e 352 punti. Contemporaneamente continuava la sua attività di collaudatore per il team Repsol Honda.
Nel 2010 ha sostituito l'infortunato Hiroshi Aoyama in sella alla Honda RC212V del team Interwetten Honda MotoGP per i gran premi di Olanda e Catalogna.
Il 25 luglio ha concluso al terzo posto la 8 ore di Suzuka insieme a Jonathan Rea e, come pilota di riserva, Yūki Takahashi; decisivi saranno però due suoi sorpassi in regime di bandiere gialle, da scontare tramite stop&go, ed una caduta del pilota nordirlandese. Il 31 ottobre vince il titolo nazionale Superbike con una doppietta a Suzuka; con 153 punti e 6 podi è campione davanti ad Akira Yanagawa.
Nel 2011 prende il posto di Hiroshi Aoyama (che a sua volta sostituisce l'infortunato Daniel Pedrosa) nel team San Carlo Honda Gresini al Gran Premio d'Olanda. Successivamente corre il Gran Premio del Giappone come wildcard a bordo di una Honda del team LCR.
Nel 2015 corre in Giappone in sostituzione dell'infortunato Karel Abraham sulla Honda del team AB Motoracing. Porta a termine la gara al 19º posto, senza ottenere quindi punti validi per la classifica mondiale.

## Risultati in gara

### Campionato mondiale Superbike
| 1997 | Moto   |  |  |  |  |  |  |  |  |  |  |  |  |  |  |  |  |  |  |  |  |    |    |  |  |  |  |  |  | Punti | Pos. |
| ---- | ------ |  |  |  |  |  |  |  |  |  |  |  |  |  |  |  |  |  |  |  |  | -- | -- |  |  |  |  |  |  | ----- | ---- |
| 1997 | Suzuki |  |  |  |  |  |  |  |  |  |  |  |  |  |  |  |  |  |  |  |  | NP | NP |  |  |  |  |  |  | 0     |      |

| 2013 | Moto  |  |  |  |  |  |  |    |     |  |  |  |  |  |  |  |  |  |  |  |  |  |  |  |  |  |  |  |  | Punti | Pos. |
| ---- | ----- |  |  |  |  |  |  | -- | --- |  |  |  |  |  |  |  |  |  |  |  |  |  |  |  |  |  |  |  |  | ----- | ---- |
| 2013 | Honda |  |  |  |  |  |  | 14 | Rit |  |  |  |  |  |  |  |  |  |  |  |  |  |  |  |  |  |  |  |  | 2     | 40º  |

| Legenda | 1º posto        | 2º posto            | 3º posto           | A punti      | Senza punti        | Grassetto – Pole position Corsivo – Giro più veloce |
| Legenda | Gara non valida | Non qual./Non part. | Ritirato/Non class | Squalificato | '-' Dato non disp. | Grassetto – Pole position Corsivo – Giro più veloce |

### Motomondiale
| 2006 | Classe | Moto   |  |  |  |  |  |  |  |  |  |  |  |  |  |  |    |  |  |  | Punti | Pos. |
| ---- | ------ | ------ |  |  |  |  |  |  |  |  |  |  |  |  |  |  | -- |  |  |  | ----- | ---- |
| 2006 | MotoGP | Suzuki |  |  |  |  |  |  |  |  |  |  |  |  |  |  | 13 |  |  |  | 3     | 21º  |

| 2007 | Classe | Moto   |  |    |  |  |  |  |  |  |  |  |  |  |  |  |     |  |  |  | Punti | Pos. |
| ---- | ------ | ------ |  | -- |  |  |  |  |  |  |  |  |  |  |  |  | --- |  |  |  | ----- | ---- |
| 2007 | MotoGP | Suzuki |  | 17 |  |  |  |  |  |  |  |  |  |  |  |  | Rit |  |  |  | 0     |      |

| 2008 | Classe | Moto   |  |  |  |  |  |  |  |  |  |  |  |  |  |  |     |  |  |  | Punti | Pos. |
| ---- | ------ | ------ |  |  |  |  |  |  |  |  |  |  |  |  |  |  | --- |  |  |  | ----- | ---- |
| 2008 | MotoGP | Suzuki |  |  |  |  |  |  |  |  |  |  |  |  |  |  | Rit |  |  |  | 0     |      |

| 2010 | Classe | Moto  |  |  |  |  |  |    |    |  |  |  |  |  |  |  |  |  |  |  | Punti | Pos. |
| ---- | ------ | ----- |  |  |  |  |  | -- | -- |  |  |  |  |  |  |  |  |  |  |  | ----- | ---- |
| 2010 | MotoGP | Honda |  |  |  |  |  | 15 | 13 |  |  |  |  |  |  |  |  |  |  |  | 4     | 20º  |

| 2011 | Classe | Moto  |  |  |  |  |  |  |    |  |  |  |  |  |  |  |    |  |  |  | Punti | Pos. |
| ---- | ------ | ----- |  |  |  |  |  |  | -- |  |  |  |  |  |  |  | -- |  |  |  | ----- | ---- |
| 2011 | MotoGP | Honda |  |  |  |  |  |  | 13 |  |  |  |  |  |  |  | 12 |  |  |  | 7     | 20º  |

| 2015 | Classe | Moto  |  |  |  |  |  |  |  |  |  |  |  |  |  |  |    |  |  |  | Punti | Pos. |
| ---- | ------ | ----- |  |  |  |  |  |  |  |  |  |  |  |  |  |  | -- |  |  |  | ----- | ---- |
| 2015 | MotoGP | Honda |  |  |  |  |  |  |  |  |  |  |  |  |  |  | 19 |  |  |  | 0     |      |

| Legenda | 1º posto        | 2º posto            | 3º posto            | A punti      | Senza punti        | Grassetto – Pole position Corsivo – Giro più veloce |
| Legenda | Gara non valida | Non qual./Non part. | Ritirato/Non class. | Squalificato | '-' Dato non disp. | Grassetto – Pole position Corsivo – Giro più veloce |